# Apulo
Apulo es un municipio colombiano del departamento de Cundinamarca, ubicado en la Provincia del Tequendama, a 101 km de Bogotá.

## Toponimia

### Origen lingüístico[3]
- Familia lingüística: Caribe
- Lengua: Panche

### Significado
Como muchas otras lenguas, ésta fue exterminada sin siquiera dejar registros documentales para esbozar algún acercamiento a la conformación semántica de este nombre de lugar.

### Origen / Motivación
El municipio toma su nombre del río Apulo, que baña los municipios de Zipacón, Bojacá, La Mesa y Apulo y desemboca en el río Bogotá.

### Nombres históricos
- Juntas de Apulo (1544)
- Las Juntas (1544)
- Rafael Reyes (1949-1975)

## Historia
En la época precolombina, el territorio del actual municipio de Apulo estuvo habitado por los indígenas de la tribu de Síquima, de la nación Panche, asentados en el sitio llamado "Las Juntas", por estar en la confluencia de los ríos Apulo y Bogotá. Ya en la época de la Conquista española, en Síquima pasó la Semana Santa del año 1544 el capitán Hernán Venegas Carrillo, cuando iba a fundar la población en tierra de los Panches, y entonces se celebró la primera misa a cargo del cura Yáñez. 
La población aumentó a partir del 31 de diciembre de 1888, cuando llegó el Ferrocarril Girardot-Facatativá, cuya Estación Apulo inauguró el presidente Carlos Holguín Mallarino el 9 de enero de 1889. Por Decreto N.º 1336 del 29 de diciembre de 1949, aprobado por el Decreto Nacional 4191 del 31 de diciembre de 1949, se creó el municipio de Rafael Reyes, con vigencia a partir del 6 de enero de 1950, formado por el territorio de Apulo, segregado de los municipios de Tocaima y Anapoima. Mediante decreto N.º 03490 del 23 de octubre de 1975 se cambia el nombre de Rafael Reyes por su antiguo de Apulo, acatando la voluntad de sus vecinos expresada en plebiscito celebrado el 25 de enero de 1975, en cumplimiento de los dispuesto por ordenanza No.11 del 29 de noviembre de 1974. La compañía del Ferrocarril de Girardot construyó un edificio para el Hotel Veraniego que el presidente Rafael Reyes dispuso en 1906. Fue el primer establecimiento turístico de esta clase en Cundinamarca; se extinguió en 1952 por causa de un incendio, donde actualmente se encuentra la Alcaldía Municipal y la Institución Educativa. Por los años 20 del siglo XX se instaló la fábrica de cemento Portland Diamante para explotar ricos yacimientos de calizas cuya producción abasteció por más de 40 años el consumo de Bogotá, Cundinamarca, Tolima y Huila.

## Geografía
Con un clima promedio de 28 °C, se encuentra a 420 m s. n. m. El relieve es montañoso. Los accidentes orográficos importantes son: Chontaduro, Diamante y Guacamayas. El municipio está bañado por los ríos Calandayma, Apulo y Bogotá, (siendo estas dos últimas, no aptas para el consumo humano). Existen otras fuentes hídricas como la Laguna de Salcedo, que en la actualidad ha disminuido su espejo de agua en un 60%, la Quebrada la Yeguera, el Trueno y el nacedero de Naranjalito.

### Límites municipales
Apulo está delimitado por los siguientes municipios:
| Noroeste: Jerusalén            | Norte: Anapoima | Nordeste: Anapoima                             |
| Oeste: Tocaima                 |                 | Este: Anapoima (Río Bogotá)                    |
| Suroeste: Tocaima (Río Bogotá) | Sur: Tocaima    | Sureste: Viotá (Ríos Candalayma y La Neptunia) |

### División administrativa
Este municipio cuenta con un centro poblado tipo caserío denominado La Meseta y otro centro poblado llamado La Vega. También cuenta con 28 veredas: Naranjalito, Pantanos, Salcedo, Naranjal, Charcolargo, La Vega y Guacamayas, El trueno, Cachimbulo, la Horqueta, Bejucal, San Vicente, el Palmar, la Ceiba, Guacana, la Meseta, Socota, Palenque, El Copial, Las Quintas y Paloquemao, La Naveta, La Cumbre, Chontaduro, La Pita, El parral, San Antonio y Santa Ana.

## Turismo
Arquitectura antigua
- Antiguo Casino Municipal: Patrimonio Cultural y turístico del inexistente y más importante hotel de Colombia, el "Hotel Apulo", sitio de reunión de grandes personalidades, en el cual se encuentra hoy la Casa de Gobierno Municipal.
- El Mirador: Se encuentra ubicado en el barrio Santa Sofía, y se destaca por tener una hermosa piscina y una bella vista de todo el municipio. (Actualmente cerrado)
- La Estación del Ferrocarril: Se encuentra en el casco urbano, y en su época fue muy importante para el turismo de la región porque movilizaba tanto turistas como pobladores.
- Antigua Fábrica de Diacemento: Se encuentra ubicada entre las veredas Meseta y Tarapacá, su mayor atractivo es su represa, la forma de llegar es por la carretera que va al municipio de Viotá.

Reservas naturales
- Cerro Guacaná: Importante cerro que rodea el municipio, comienza y termina entre los municipios de Tocaima y Quipile. Desde este cerro se divisa la espectacular panorámica de los municipios de Tocaima, Jerusalén y Apulo; también se alcanza a divisar el Nevado del Ruiz. En este sitio estuvieron asentados los indígenas Panches.

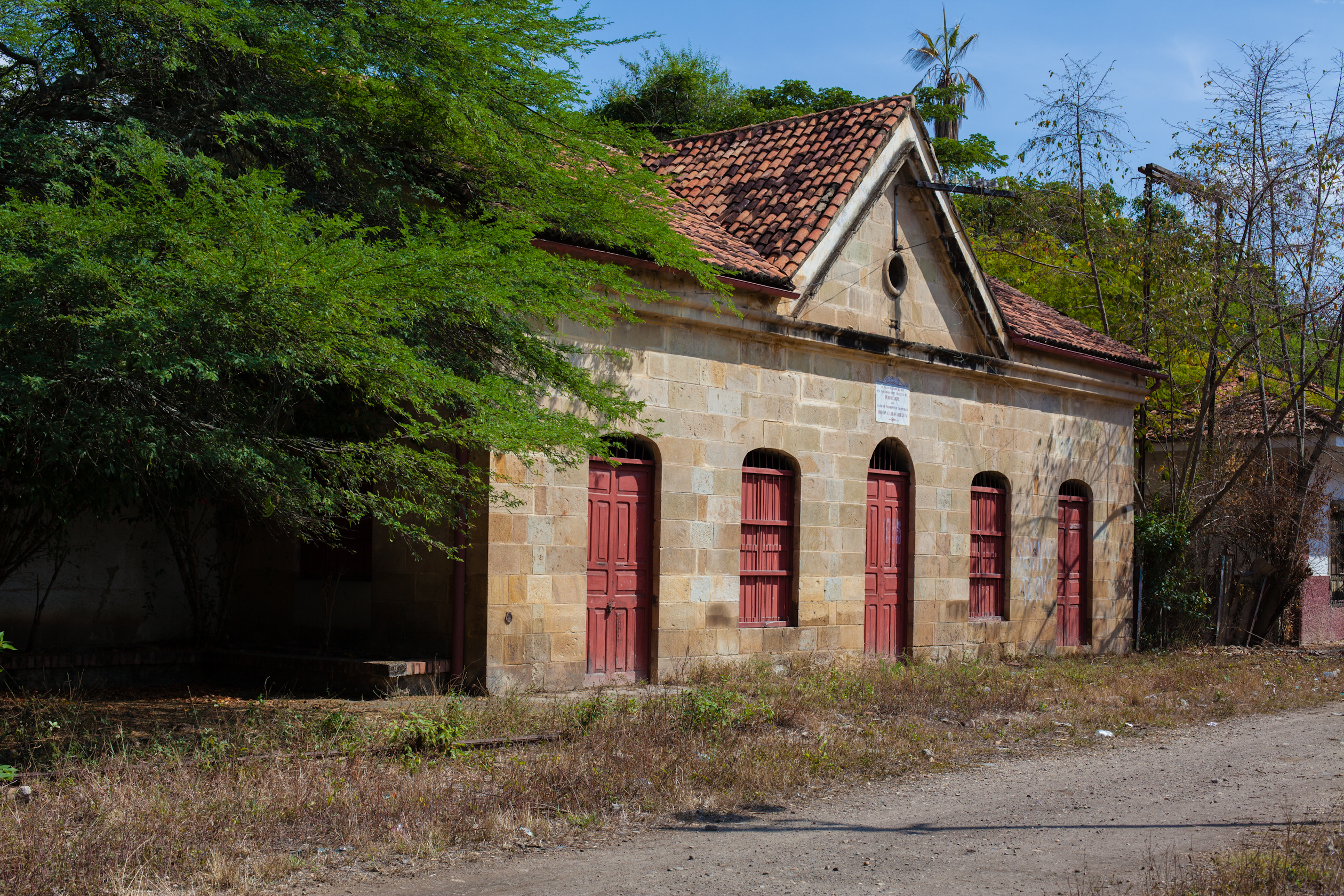
Antigua estación del Ferrocarril de Apulo.

- Laguna de Salcedo: A tan sólo 4,4 kilómetros del casco urbano de Apulo, en inmediaciones del cerro del Copo, se impone con fuerza la laguna de Salcedo, que ha perdido más del 60 por ciento de su espejo de agua original debido al exceso de las actividades agropecuarias.

## Movilidad
A Apulo se puede acceder desde Soacha desde Canoas por Avenida Indumil pasando por Tena desde el oriente y llega hasta el casco urbano apuleño, para proseguir hacia Tocaima.

## Instituciones de educación
- Institución Educativa Departamental Integrada Antonio Nariño.
- Centro de Estudios Superiores Rafael Reyes (CERES).

## Servicios públicos
- Energía Eléctrica: Enel, es la empresa prestadora del servicio de energía eléctrica.
- Gas Natural: Alcanos de Colombia es la empresa distribuidora y comercializadora de gas natural en el municipio.